# It Might as Well Be Swing
It Might as Well Be Swing è un album del crooner statunitense Frank Sinatra, pubblicato dalla Reprise Records nel 1964.

## Il disco
It Might as Well Be Swing è stato registrato con l'accompagnamento di Count Basie e la sua orchestra, ed è la seconda collaborazione fra The Voice e Count Basie, poiché la prima fu nel 1963, quando venne pubblicato Sinatra-Basie.
Questo è il primo album registrato in studio con Quincy Jones. Il titolo del disco è ispirato alla canzone jazz It Might as Well Be Spring.

## Tracce
- Fly Me to the Moon (Bart Howard) – 2:30
- I Wish You Love (Léo Chauliac, Charles Trenet, Albert Beach) – 2:56
- I Believe in You (Frank Loesser) – 2:21
- More (Theme from Mondo Cane) (Riz Ortolani, Nino Oliviero, Marcello Ciorciolini, Norman Newell) – 3:05
- I Can't Stop Loving You (Don Gibson) – 3:00
- Hello, Dolly! (Jerry Herman) – 2:45
- I Wanna Be Around (Johnny Mercer, Sadie Vimmerstedt) – 2:25
- The Best is Yet to Come (Cy Coleman, Carolyn Leigh) – 3:10
- The Good Life (Sacha Distel, Jack Reardon) – 3:10
- Wives and Lovers (Burt Bacharach, Hal David) – 2:50

## Musicisti
- Frank Sinatra - voce.
- Count Basie e la sua Orchestra.
- Quincy Jones - arrangiatore e direttore d'orchestra.